# Alphonso Correia
Alphonso Correia Long (geb. 1927; gest. 2005) ist ein ehemaliger guyanischer Gewichtheber.

## Sport
Er trat er bei den Olympischen Spielen 1948 in London im Federgewicht an. In seiner Gewichtsklasse belegte er den 18. Platz.